# US Open 1990
Die 110. US Open 1990 fanden vom 29. August bis zum 9. September 1990 im USTA Billie Jean King National Tennis Center im Flushing-Meadows-Park in New York statt.
Titelverteidiger im Einzel waren Boris Becker bei den Herren sowie Steffi Graf bei den Damen. Im Herrendoppel waren dies John McEnroe und Mark Woodforde, im Damendoppel Hana Mandlíková und Martina Navratilova und im Mixed Robin White und Shelby Cannon. Nur Martina Navratilova konnte ihren Titel im Damendoppel verteidigen. Im Herreneinzel besiegte der erst 19-jährige Pete Sampras, der im Halbfinale John McEnroe bezwingen konnte, im Endspiel den ein Jahr älteren Andre Agassi. Sampras, für den es der erste Grand-Slam-Titel in seiner Karriere war, ist bis heute jüngster US-Open-Sieger.
Bei den Damen bezwang Gabriela Sabatini im Finale die favorisierte Steffi Graf. Es war Sabatinis zweiter und letzter Erfolg bei einem Grand-Slam-Turnier.

## Herreneinzel
Sieger:  Pete Sampras
Finalgegner:  Andre Agassi
Endstand: 6:4, 6:3, 6:2

### Setzliste
| Nr. | Spieler                | Erreichte Runde |
| --- | ---------------------- | --------------- |
| 01. | Stefan Edberg          | 1. Runde        |
| 02. | Boris Becker           | Halbfinale      |
| 03. | Ivan Lendl             | Viertelfinale   |
| 04. | Andre Agassi           | Finale          |
| 05. | Andrés Gómez           | 1. Runde        |
| 06. | Thomas Muster          | Achtelfinale    |
| 07. | Emilio Sánchez Vicario | Achtelfinale    |
| 08. | Brad Gilbert           | 3. Runde        |

| Nr. | Spieler            | Erreichte Runde |
| --- | ------------------ | --------------- |
| 09. | Aaron Krickstein   | Viertelfinale   |
| 10. | Andrei Tschesnokow | 3. Runde        |
| 11. | Michael Chang      | 3. Runde        |
| 12. | Pete Sampras       | Sieg            |
| 13. | Jay Berger         | Achtelfinale    |
| 14. | Jim Courier        | 2. Runde        |
| 15. | Goran Ivanišević   | 3. Runde        |
| 16. | Martín Jaite       | 2. Runde        |

## Dameneinzel
Siegerin:  Gabriela Sabatini
Finalgegnerin:  Steffi Graf
Endstand: 6:2, 7:64

### Setzliste
| Nr. | Spielerin               | Erreichte Runde |
| --- | ----------------------- | --------------- |
| 01. | Steffi Graf             | Finale          |
| 02. | Martina Navratilova     | Achtelfinale    |
| 03. | Monica Seles            | 3. Runde        |
| 04. | Zina Garrison           | Viertelfinale   |
| 05. | Gabriela Sabatini       | Sieg            |
| 06. | Arantxa Sánchez Vicario | Halbfinale      |
| 07. | Katerina Maleewa        | Achtelfinale    |
| 08. | Mary Joe Fernández      | Halbfinale      |

| Nr. | Spielerin                 | Erreichte Runde |
| --- | ------------------------- | --------------- |
| 09. | Manuela Maleeva-Fragnière | Viertelfinale   |
| 10. | Conchita Martínez         | 3. Runde        |
| 11. | Helena Suková             | Achtelfinale    |
| 12. | Jana Novotná              | Viertelfinale   |
| 13. | Jennifer Capriati         | Achtelfinale    |
| 14. | Natallja Swerawa          | 2. Runde        |
| 15. | Judith Wiesner            | Achtelfinale    |
| 16. | Barbara Paulus            | Achtelfinale    |

## Herrendoppel
Sieger:  Pieter Aldrich und  Danie Visser
Finalgegner:  Paul Annacone und  David Wheaton
Endstand: 6:2, 7:63, 6:2

### Setzliste
| Nr. | Paarung                             | Erreichte Runde |
| --- | ----------------------------------- | --------------- |
| 01. | Rick Leach Jim Pugh                 | 1. Runde        |
| 02. | Pieter Aldrich Danie Visser         | Sieg            |
| 03. | Sergio Casal Emilio Sánchez Vicario | 2. Runde        |
| 04. | Grant Connell Glenn Michibata       | Achtelfinale    |
| 05. | Scott Davis David Pate              | 1. Runde        |
| 06. | Darren Cahill Mark Kratzmann        | 1. Runde        |
| 07. | Guy Forget Jakob Hlasek             | Viertelfinale   |
| 08. | Jorge Lozano Todd Witsken           | 1. Runde        |

| Nr. | Paarung                           | Erreichte Runde |
| --- | --------------------------------- | --------------- |
| 09. | Goran Ivanišević Petr Korda       | 2. Runde        |
| 10. | Udo Riglewski Michael Stich       | 1. Runde        |
| 11. | Neil Broad Gary Muller            | 1. Runde        |
| 12. | Omar Camporese Javier Sánchez     | 2. Runde        |
| 13. | Jeremy Bates Kevin Curren         | 2. Runde        |
| 14. | Patrick McEnroe Richey Reneberg   | Achtelfinale    |
| 15. | Ken Flach Robert Seguso           | Achtelfinale    |
| 16. | Jason Stoltenberg Todd Woodbridge | 2. Runde        |

## Damendoppel
Siegerinnen:  Gigi Fernández und  Martina Navratilova
Finalgegnerinnen:  Jana Novotná und  Helena Suková
Endstand: 6:2, 6:4

### Setzliste
| Nr. | Paarung                              | Erreichte Runde |
| --- | ------------------------------------ | --------------- |
| 01. | Jana Novotná Helena Suková           | Finale          |
| 02. | Gigi Fernández Martina Navratilova   | Sieg            |
| 03. | Laryssa Sawtschenko Natallja Swerawa | Halbfinale      |
| 04. | Kathy Jordan Elizabeth Smylie        | Halbfinale      |
| 05. | Arantxa Sánchez Vicario Robin White  | Viertelfinale   |
| 06. | Mary Joe Fernández Betsy Nagelsen    | Rückzug         |
| 07. | Patty Fendick Zina Garrison          | Achtelfinale    |
| 08. | Nicole Provis Elna Reinach           | Viertelfinale   |

| Nr. | Paarung                                | Erreichte Runde |
| --- | -------------------------------------- | --------------- |
| 09. | Mercedes Paz Gabriela Sabatini         | Achtelfinale    |
| 10. | Mary-Lou Daniels Wendy White-Prausa    | Achtelfinale    |
| 11. | Lise Gregory Gretchen Magers           | Achtelfinale    |
| 12. | Elise Burgin Rosalyn Fairbank-Nideffer | Achtelfinale    |
| 13. | Sandra Cecchini Patricia Tarabini      | Achtelfinale    |
| 14. | Natalija Medwedjewa Leila Mes’chi      | Viertelfinale   |
| 15. | Manon Bollegraf Brenda Schultz         | Achtelfinale    |
| 16. | Katrina Adams Laura Gildemeister       | Achtelfinale    |

## Mixed
Sieger:  Elizabeth Smylie und  Todd Woodbridge
Finalgegner:  Natallja Zwerawa und  Jim Pugh
Endstand: 6:4, 6:2

### Setzliste
| Nr. | Paarung                     | Erreichte Runde |
| --- | --------------------------- | --------------- |
| 01. | Jim Pugh Natallja Swerawa   | Finale          |
| 02. | Rick Leach Zina Garrison    | Viertelfinale   |
| 03. | Pieter Aldrich Elna Reinach | Viertelfinale   |
| 04. | Danie Visser Nicole Provis  | 1. Runde        |

| Nr. | Paarung                              | Erreichte Runde |
| --- | ------------------------------------ | --------------- |
| 05. | Jorge Lozano Arantxa Sánchez Vicario | Viertelfinale   |
| 06. |                                      | Rückzug         |
| 07. | Ken Flach Patty Fendick              | 1. Runde        |
| 08. | Todd Woodbridge Elizabeth Smylie     | Sieg            |